# El Deán
El Deán es una localidad argentina ubicada en el departamento Juan Francisco Borges de la Provincia de Santiago del Estero. Se encuentra a 1 km del río Dulce, sobre la ruta Provincial 211, 10 km al noroeste de la ciudad de Santiago del Estero, con la cual se halla prácticamente conurbada.
Cuenta con una escuela secundaria, un jardín de infantes y un puesto sanitario.

## Población
Cuenta con 655 habitantes (Indec, 2010), lo que representa un incremento del 57,5% frente a los 416 habitantes (Indec, 2001) del censo anterior.